# 1922년 영국 총선
1922년 영국 총선은 아일랜드 지역이 자유주로 분리된 뒤 처음으로 치러진 총선으로, 이전 연립정부에 참여했던 보수당이 단독과반을 달성해 정권을 차지했다. 이 총선을 기점으로 자유당은 완전히 몰락하고, 좌익의 대표주자로써 사회주의 정당인 노동당이 부상하게 되었다.

## 선거 결과
정당별 의석수
| 정당       | 의석수 |
| ---------- | ------ |
| 보수당     | 344    |
| 노동당     | 142    |
| 자유당     | 62     |
| 국민자유당 | 53     |
| 국민당     | 2      |
| 공산당     | 1      |
| 무소속     | 6      |
| 합계       |        |

정당 득표율 
| 정당            | 득표수    | 득표율 |
| --------------- | --------- | ------ |
| 보수당          | 5,294,465 | 38.5%  |
| 노동당          | 4,076,665 | 29.7%  |
| 자유당          | 2,601,486 | 18.9%  |
| 국민자유당      | 1,355,366 | 9.9%   |
| 국민당          | 57,641    | 0.4%   |
| 공산당          | 30,684    | 0.2%   |
| 농민당          | 21,510    | 0.2%   |
| 입헌당          | 16,662    | 0.1%   |
| 스코티쉬 금주당 | 16,289    | 0.1%   |